# Igreja da Santa Casa da Misericórdia de Mexilhoeira Grande
A Igreja da Santa Casa da Misericórdia de Mexilhoeira Grande é um edifício religioso na vila de Mexilhoeira Grande, parte do Município de Portimão, na região do Algarve, em Portugal.

## Descrição
O templo é de reduzidas dimensões, possuindo uma só nave. Apresenta uma arquitectura típica do século XVI, com uma fachada de dois panos, sendo de linhas muito sóbrias, tanto na igreja em si como no campanário. No interior, destacam-se quatro tábuas sobre carvalho, elaboradas nos finais do século XVI, e que retratam várias cenas bíblicas, e quatro estandartes em tela emoldurada, que era levadas pelos irmãos da mesa durante a Procissão do Corpo de Deus.
Tem acesso pela Rua da Misericórdia.

## História
A igreja foi edificada entre os finais do Século XVI e princípios do Século XVII, embora seja desconhecido o ano de fundação da Misericórdia.